# Carlo Ninchi
Carlo Ninchi (31 de maio de 1896 — 1 de maio de 1974) foi um ator de cinema italiano. Natural de Bolonha, já apareceu em 128 filmes entre 1931 e 1963.